# Tolniki Małe
Tolniki Małe (deutsch Tollnigk) ist ein Dorf in Polen in der Woiwodschaft Ermland-Masuren. Es gehört zur Gmina Reszel (Stadt- und Landgemeinde Rößel) im Powiat Kętrzyński (Kreis Rastenburg). Das Dorf bildet ein Schulzenamt (polnisch Sołectwo), zu welchem keine weiteren Ortschaften gehören.

## Geographische Lage
Das Dorf liegt im Norden Polens, etwa 30 Kilometer südlich der Staatsgrenze zum russischen Oblast Kaliningrad. Reszel liegt etwa fünf Kilometer südöstlich von Tolniki Małe, und die Kreisstadt Kętrzyn (deutsch Rastenburg) 19 Kilometer östlich.

## Geschichte
Das heutige Tolniki Małe wurde 1338 nach Kulmer Recht gegründet: am 19. Juni 1338 verlieh das Domkapitel von Ermland und der Vogt Heinrich von Luter dem Preußen Tulnig 40 Hufen. Im 18. Jahrhundert wurde der Ort Tolnig genannt, später wurde der Name in Tollnigk geändert. Ende des 18. Jahrhunderts gab es hier 32 Wohngebäude, 1820 waren es 31 Häuser mit 257 Einwohnern.
Als 1874 der Amtsbezirk Molditten (polnisch Moldyty) gegründet wurde, wurde Tollnigk eingegliedert. Er bestand bis 1945 und gehörte zum Kreis Rößel im Regierungsbezirk Königsberg (ab 1905: Regierungsbezirk Allenstein) in der preußischen Provinz Ostpreußen. 1933 wurden 287 im Mai 1939 270 Einwohner in Tollnigk gezählt. 
Aufgrund der Bestimmungen des Versailler Vertrags stimmte die Bevölkerung in den Volksabstimmungen in Ost- und Westpreussen am 11. Juli 1920 über die weitere staatliche Zugehörigkeit zu Ostpreußen (und damit zu Deutschland) oder den Anschluss an Polen ab. In Tollnigk stimmten 220 Einwohner für den Verbleib bei Ostpreußen, auf Polen entfielen keine Stimmen.
1945, am Ende des Zweiten Weltkrieges, marschierte die Rote Armee in die Gegend ein. Als Folge des Krieges wurde Tollnigk als „Tolniki Małe“ Polen zugehörig. 1955 bis 1972 war das Dorf Teil der Gromada Reszel, seit 1973 ist es ein Schulzenamt in der Stadt- und Landgemeinde Reszel. Im Jahre 2011 wurden hier 71 Einwohner gezählt.

## Kirche
Bis 1945 war Tollnigk in die evangelische Kirche Rößel in der Kirchenprovinz Ostpreußen der Kirche der Altpreußischen Union sowie in die katholische St.-Peter-und-Paul-Kirche Rößel im damaligen Bistum Ermland eingepfarrt.
Heute gehört Tolniki Małe auch zur katholischen Pfarrei in Reszel, jetzt dem Erzbistum Ermland zugehörig. Evangelischerseits orientieren sich die Einwohner Tolniki Małes zur Kirche in Warpuny (Warpuhnen), die der Pfarrei in Sorkwity (Sorquitten) untersteht.

## Wirtschaft und Infrastruktur
Das Dorf Tolniki Małe liegt an keiner größeren Straße. Über Nebenstraßen können in nördlicher Richtung die Woiwodschaftsstraße 592 und in südlicher Richtung die Woiwodschaftsstraße 594 erreicht werden.
Der Ort verfügt über keinen eigenen Bahnanschluss. 
Der nächstgelegene internationale Flughafen ist der Flughafen Kaliningrad, der sich etwa 95 Kilometer nordwestlich auf russischem Hoheitsgebiet befindet, allerdings außerhalb der Europäischen Union. Der nächste internationale Flughafen auf polnischem Staatsgebiet ist der etwa 175 Kilometer westlich befindliche Lech-Wałęsa-Flughafen Danzig. 

## Persönlichkeiten
- Johannes Lindenblatt (1882–1945), deutscher katholischer Pfarrer, gilt als Märtyrer